# José Lull
José Lull (Gandía, Valencia, 1972) es un egiptólogo y arqueólogo español.

## Biografía
Se licenció en Geografía e Historia en la Universidad de Valencia, y en egiptología en la Universidad de Tübingen, en Alemania, donde trabajó como auxiliar científico e investigador entre 1998 y 2005, donde se especializó en el periodo del Tercer Periodo Intermedio y en astronomía egipcia. Se doctoró en 2002, con una tesis titulada Las tumbas reales egipcias del Tercer Período Intermedio y Época Tardía (dinastías XXI - XXX): tradición y cambios, que fue publicada como monografía en la British Archaeological Reports. Ha ejercido como profesor en las universidades de Valencia y en la Autónoma de Barcelona. En 2013 y 2014 impartió, junto con Josep Cervelló un curso en línea de Egiptología en la plataforma Coursera. En 2006 entró en el comité del Boletín de la Asociación Española de Egiptología. También es miembro del Instituto Valenciano de Egiptología (IVDE).